# Dolmen von Lamalou

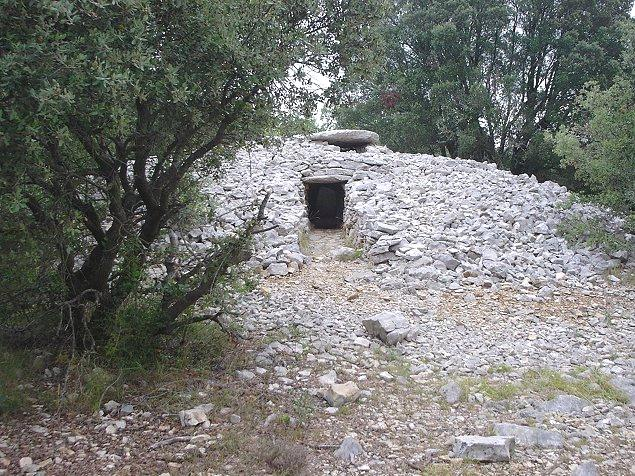
Dolmen de Lamalou

Dolmen de Lamalou

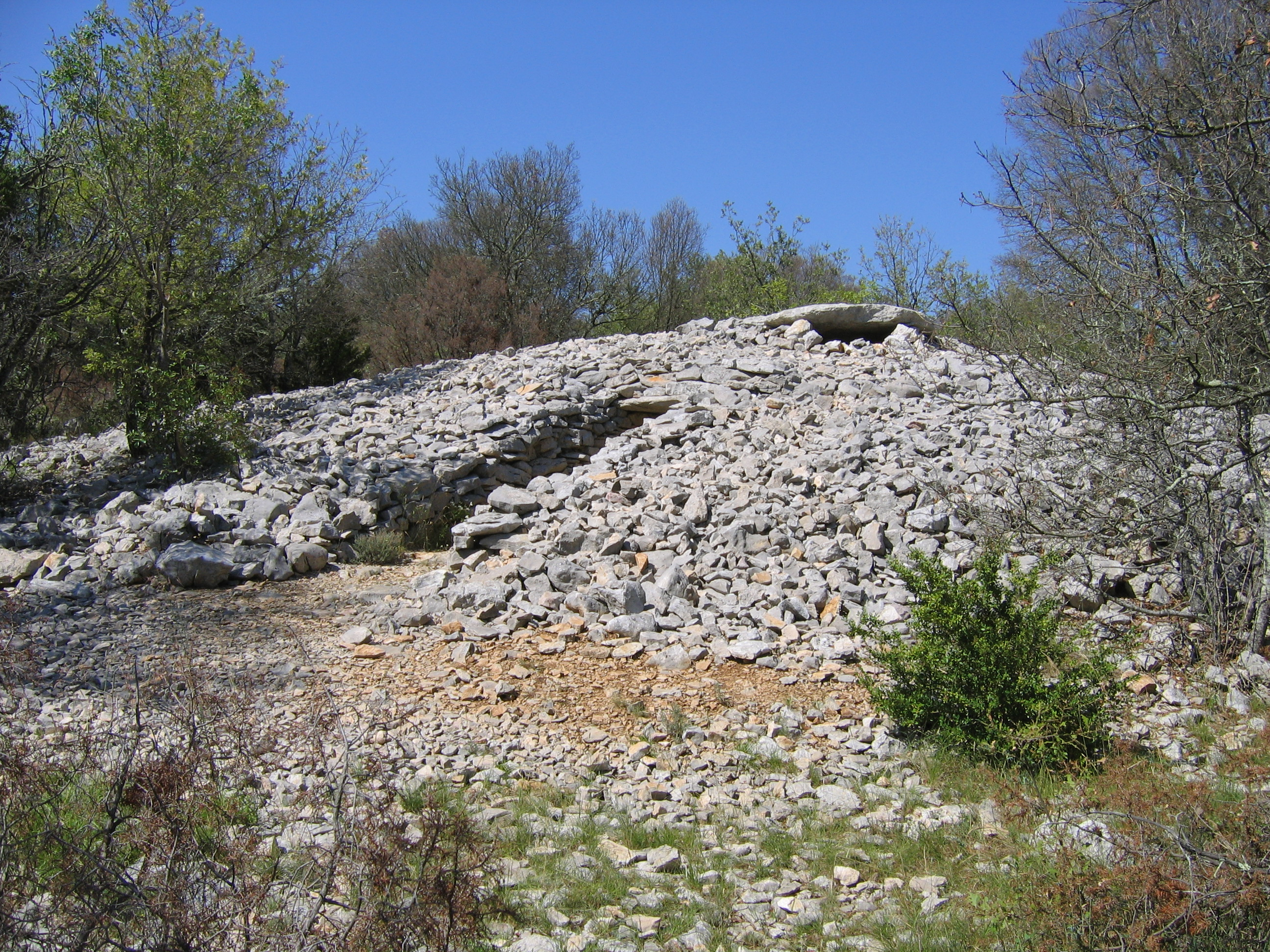
Dolmen de Lamalou

Der Dolmen von Lamalou (auch Le Crès genannt) bei Rouet auf der Causse de l’Hortus, einem Kalksteinplateau am Südrand der Cevennen im Département Hérault in Südfrankreich, liegt eingeschlossen in einem etwa 3,0 m hohen Cairn und gilt als eines der bedeutendsten Monumente aus der Zeit der Megalithkulturen in Südfrankreich. Dolmen ist in Frankreich der Oberbegriff für neolithische Megalithanlagen aller Art (siehe: Französische Nomenklatur).

## Beschreibung
Das Großsteingrab vom Ende der Jungsteinzeit (4. Jahrtausend v. Chr.) besteht aus einer knapp 2,0 m hohen und nahezu quadratischen Kammer, einem niedrigeren ebenfalls quadratischen, aber kleineren Vorraum (französisch antichambre) und dem zunächst gleich hohen, etwas schräg verlaufenden Gang, der in südwestlicher Richtung orientiert ist; die letzteren seitlich komplett aus Trockenmauerwerk erbaut. Die von einem allseits überstehenden Deckstein bedeckte Kammer liegt mittig im Rundhügel. Sie besteht aus fünf leicht einwärts geneigten Tragsteinen (Orthostaten), von denen zwei, die mit einem schmalen Durchgang zur Vorkammer versehene vordere Wand bilden. Die Vorkammer besteht aus axial angeordneten Orthostaten, von denen wiederum zwei die Gangseite mit einem schmalen Durchgang bilden. Vorkammer und Gang werden von je zwei Decksteinen bedeckt. Der äußere Gangbereich war offenbar nie überdeckt; der Dolmen war in historischer Zeit nicht verschlossen.

## Funde
Bei den von Jean Arnal in den 1990er Jahren geleiteten Ausgrabungs- und Restaurierungsarbeiten wurden in der Grabkammer mehrere Kleinfunde (Faustkeile, Raubtierzähne, Schmuckketten etc.) entdeckt, die heute im Musée Henri Prades in Lattes zu sehen sind. Ob es sich dabei um originale Grabbeigaben aus der Bauzeit handelt, oder ob sie in späterer Zeit dort niedergelegt wurden, ist unklar.

## Umgebung
Architektonisch sehr ähnlich (alle mit Vorkammer und Gang), jedoch mit trapezoidem Hauptkammergrundriss sind die nur etwa 2,5 km östlich gelegenen Dolmen des Feuilles I und Dolmen du Capucin. Weitere Dolmen, jedoch ohne Decksteine und Vorkammer, befinden sich in der Umgebung.